# Tour de Voivodina
El Tour de Voivodina (oficialmente: Tour of Vojvodina) son dos carreras ciclistas profesionales de un día serbias, agrupadas bajo un mismo nombre común, que se disputan en la Provincia autónoma de Voivodina, en el mes de septiembre durante dos días consecutivos. El número que acompaña a cada carrera identifica al orden por el que se disputan.
La primera se creó en 2006 cuando aún pertenecía a Serbia y Montenegro. Tras un año sin disputarse en 2008 se comenzaron a disputar las dos ya perteneciendo a Serbia, con el nombre oficial de Kroz Vojvodina, siendo la única vez que hubo un día de descando entre ellas. De nuevo en 2010 dejaron de disputarse para volver en 2011. Todas ellas han formado parte del UCI Europe Tour, dentro de la categoría 1.2 (última categoría del profesionalismo).

## Palmarés

### Tour de Voivodina I
| Año                 | Ganador        | Segundo          | Tercero                 |
| Tour de Voivodina   |                |                  |                         |
| ------------------- | -------------- | ---------------- | ----------------------- |
| 2006                | Jure Kocjan    | Zoltán Remák     | István Cziráki          |
| 2007                | No se disputó  | No se disputó    | No se disputó           |
| Kroz Vojvodina I    |                |                  |                         |
| 2008                | Robert Vrečer  | Ivaïlo Gabrovski | Kristjan Fajt           |
| 2009                | Matej Marin    | Ilya Syrtsev     | Martin Grashev Mladenov |
| 2010                | No se disputó  | No se disputó    | No se disputó           |
| Tour de Voivodina I |                |                  |                         |
| 2011                | Gregor Gazvoda | Ivan Stević      | Marek Čanecký           |
| 2012                | Kristjan Fajt  | Hannes Kapeller  | Martin Weiss            |

### Tour de Voivodina II
| Año                  | Ganador            | Segundo           | Tercero                |
| Kroz Vojvodina II    |                    |                   |                        |
| -------------------- | ------------------ | ----------------- | ---------------------- |
| 2008                 | Gregor Gazvoda     | Vid Ogris         | Georgi Georgiev Petrov |
| 2009                 | Ivaïlo Gabrovski   | Kristijan Đurasek | Vladimir Koev          |
| 2010                 | No se disputó      |                   |                        |
| Tour de Voivodina II |                    |                   |                        |
| 2011                 | Žolt Der           | Jovan Zekavica    | Aljaž Hočevar          |
| 2012                 | Clemens Fankhauser | Kristjan Fajt     | Martin Weiss           |
| 2013                 | No se disputó      |                   |                        |
| 2014                 | Gašper Katrašnik   | Ivan Stević       | Žolt Der               |
| 2015-2016            | No se disputó      |                   |                        |
| 2017                 | Marko Danilović    | Nebojša Jovanović | Primož Obal            |

## Palmarés por países

### Palmarés de los trofeos por países
| País      | Victorias |
| --------- | --------- |
| Eslovenia | 5         |

| País      | Victorias |
| --------- | --------- |
| Eslovenia | 2         |
| Serbia    | 2         |
| Bulgaria  | 1         |
| Austria   | 1         |

## Estadísticas
| Ciclista       | Victorias |
| -------------- | --------- |
| Gregor Gazvoda | 2         |

| País      | Victorias |
| --------- | --------- |
| Eslovenia | 7         |
| Serbia    | 2         |
| Bulgaria  | 1         |
| Austria   | 1         |